# 2 de fevereiro na Igreja Ortodoxa

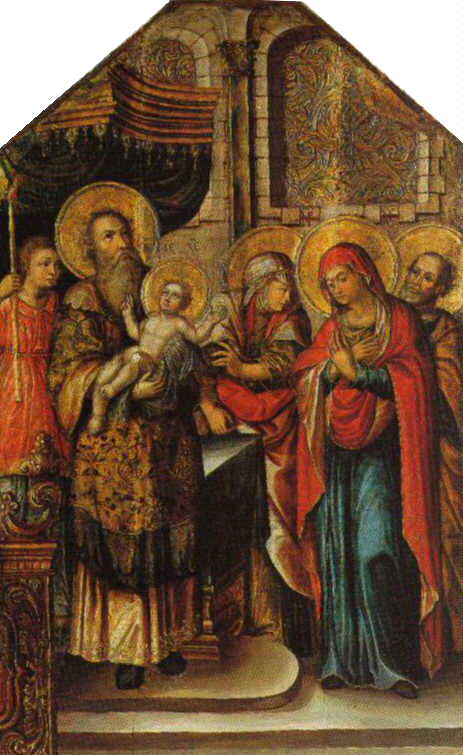
Ícone da Apresentação do Senhor pintado em 1731 em Bastenovichi, Mogilev, hoje localizado na Catedral do Espírito Santo, em Minsk.

Esta página trata das comemorações relativas ao dia 2 de fevereiro no ano litúrgico ortodoxo.
Todas as comemorações fixas abaixo são comemoradas no dia 15 de fevereiro pelas igrejas ortodoxas sob o Velho Calendário. No dia 2 de fevereiro do calendário civil, as igrejas sob o Velho Calendário celebram as comemorações listadas no dia 20 de janeiro.

## Festas
- A Apresentação do Senhor, Deus e Salvador Jesus Cristo no Templo, 40 dias depois de seu santo Nascimento (Hypapantes).[1][2][3][4][5][6]

## Santos
- Mártir Agatodoro de Tiana.[2][4][7]
- Santo Aproniano, carrasco romano convertido ao levar São Sisínio ao tribunal (c. 304)[8][9]
- São Flósculo (Flou), Bispo de Orléans (c. 480)[9][8]
- São Lourenço de Cantuária (619)[9][8][10][11]
- Santo Adalbardo, fundador da Abadia de Marchiennes (652)[8]
- São Feock[8]
- Santa Adeloga (Hadeloga), primeira abadessa de Kitzingen (c. 745)[8]
- Santos Bruno, Duque da Saxônia, príncipe; Marquard, Bispo de Hildesheiem; Teodorico, Bispo de Minden; e os outros Mártires de Ebsdorf, mortos pelo Grande Exército Pagão na Batalha da Charneca de Lüneburg (880)[8][12][13]
- São Columbano, hermitão de origem irlandesa que viveu perto da Catedral de São Bavão (959)[8]
- Novo Mártir Jordão de Trebizonda, em Constantinopla (1650)[2][4][14]
- Novo Hieromártir Gabriel, Hierodiácono em Constantinopla (1676)[2][4][15]
- Venerável Ântimo de Quio (1960)[2][6]
- Venerável Eutímio (Kereselidze) o Confessor, da Geórgia (1944)[16][17]

## Outras comemorações
- Repouso do Monge-Schema Serafim, do Mosteiro de Valaam (1860)[2]
- Sinaxe de ícones da Mãe de Deus
  - Hipapante de Calamata, padroeira de Calamata.[18]
  - Apekois (Ypakoe), na Igreja da Hypapante em Calimnos.[19]
  - "Abelha Terrível", em Leivadi, Kythira.[20]
  - Goumenissa.[21]
  - Flevariotissa (ou Libya)[22]
  - Flevariotissa de Ampelakia, Salamina.[23]
  - Chrysaliniotissa, em Leucósia.[24]